# We Used to Wait
We Used to Wait è stato il primo singolo degli Arcade Fire per il Regno Unito, estratto dall'album The Suburbs, mentre negli Stati Uniti d'America è stato estratto in seguito a Ready to Start. È stato inoltre utilizzato come colonna sonora del progetto The Wilderness Downtown, un video interattivo ideato per mostrare le capacità web di Google Chrome che ne prese il titolo, appunto, da una strofa della canzone. Del singolo è stata eseguita una cover da Mark Ronson su BBC Radio 1 nello show di Jo Whiley, il 20 ottobre 2010.

## Critica
Rolling Stone ha nominato We Used to Wait la quinta migliore canzone del 2010, mentre il relativo video musicale è stato considerato uno dei migliori dell'anno. Il video interattivo è entrato anche nella lista dei "30 Migliori Video di sempre" redatta dal TIME.

## Classifiche
| Classifiche (2010)                       | Posizione massima |
| ---------------------------------------- | ----------------- |
| Belgio (Fiandre)                         | 31                |
| Belgio (Vallonia)                        | 40                |
| Paesi Bassi (Mega Single Top 100)        | 95                |
| UK Singles (The Official Charts Company) | 75                |
| US Alternative Songs (Billboard)         | 22                |
| US Rock Songs (Billboard)                | 42                |